# إلروي بابوت
إلروي بابوت (بالهولندية: Elroy Pappot)‏ (20 أبريل 1993 ببلاريكوم في هولندا - ) هو لاعب كرة قدم هولندي في مركز الوسط. لعب مع نادي أوترخت وفورتونا سيتارد.

## روابط خارجية
- إلروي بابوت على موقع قاعدة بيانات كرة القدم.إي يو (الإنجليزية)
- إلروي بابوت على موقع Soccerway.com (الإنجليزية)